# Pougatchev (ville)
Pour les articles homonymes, voir Pougatchev (homonymie).
Pougatchev ou Pougatchiov (en russe : Пугачёв) est une ville de l'oblast de Saratov, en Russie, et le centre administratif du raïon de Pougatchev. Sa population s'élevait à 41 355 habitants en 2013.

## Géographie
Pougatchev est située sur l'Irguiz, un affluent de la Volga, à 200 km à l'est-nord-est de Saratov et à 843 km au sud-est de Moscou.

## Histoire
L'origine de Pougatchev remonte à la sloboda Metchetnaïa (Мечетная), fondée en 1764 par des vieux-croyants de retour de Pologne. En 1835, elle reçut le statut de ville et fut renommée Nikolaïevsk (Никола́евск), en l'honneur du tsar alors sur le trône, Nicolas Ier.
En 1918, la ville reçut le nom du chef de l'insurrection cosaque Iemelian Pougatchev (1740-1775). C'est en 1928 que la ville a été transférée à l'oblast de Saratov (anciennement l'oblast de Nijne-Voljskaïa).

## Population
Recensements (*) ou estimations de la population
| 1856  | 1897*  | 1926*  | 1939*  | 1959*  | 1970*  |
| ----- | ------ | ------ | ------ | ------ | ------ |
| 5 700 | 12 504 | 17 460 | 24 454 | 32 725 | 33 963 |

| 1979*  | 1989*  | 2002*  | 2010*  | 2012   | 2013   |
| ------ | ------ | ------ | ------ | ------ | ------ |
| 39 050 | 40 947 | 41 436 | 41 707 | 41 574 | 41 355 |

## Économie
Les entreprises industrielles les plus importantes sont : la minoterie, la boulangerie, la laiterie, l'usine d'extraction et de traitement des matériaux de construction non métalliques, l'usine de concassage et de triage.